# Sellei József
Sellei József, születési és 1891-ig használt nevén Schlesinger József, névváltozata: Selley (Temesvár, 1871. szeptember 11. – Chicago, 1943. szeptember 27.) bőrgyógyász, kórházi főorvos.

## Élete
Schlesinger Bernát és Spitzer Mária gyermekeként született zsidó családban. A budapesti V. kerületi Királyi Katolikus Főgimnáziumban érettségizett (1889). Felsőfokú tanulmányait a Budapesti Tudományegyetem Orvostudományi Karán végezte, ahol 1895-ben avatták orvosdoktorrá. Orvosnövendékként a psoriasis kór- és oktana című dolgozatáért dicséretben részesült. Oklevelének megszerzését követően az egyetem Bőr- és Bujakórtani Intézetében működött gyakornokként, 1898-től tanársegédként. 1899-től a Teleia Egyesület Nyilvános Rendelőintézetének orvosa volt. 1907-től a Charité Kórházegyesület Nyilvános Rendelőintézetében működött. 1914-től a MÁV Központi Rendelőintézetének I. számú Bőrgyógyászati Osztályát vezette, s mellette a Charité Poliklinika Bőrgyógyászati Osztályának főorvosa volt. Az első világháború alatt a XVII. sz. helyőrségi kórház bőr- és venereál-osztályának vezetőjeként teljesített szolgálatot. 1918 januárjában a vasúti egészségügy terén kifejtett önzetlen működésének elismeréséül a királyi tanácsosi címet adományoztak számára. Az 1930-as években olyan szerrel kísérletezett, mellyel azt szerette volna elérni, hogy a növények gyorsabban tudjanak nőni és nagyobb termést hozzanak. A photosensinre keresztelt találmányának híre külföldre is eljutott. 1938-ban családjával az Amerikai Egyesült Államokba emigrált.

## Családja
Felesége Schwarcz Mária (1878–?) volt, Schwarcz Rezső nagykereskedő és Knapp Evelina lánya, akivel 1900. április 3-án Budapesten kötött házasságot. 1919 júniusában mindketten kikeresztelkedtek a római katolikus vallásra.
Gyermekei:
- Sellei Ferenc (1902–1925)
- Sellei Ilona (1907–1996) okleveles tanárnő. Férje Beretvás (Battenstein) Andor (1900–1972) cégvezető.

## Művei
- Az „ulcus cruris“ gyógykezelése ferrum sesquichloratummal. (Orvosi Hetilap, 1899, 33.)
- A bőr- és bujakórtan alapvonalai. Budapest, 1899
- Anetikus mirigyduzzanatok pathognostikus értékéről. (Gyógyászat, 1900, 29.)
- A Hebra-féle pityriasis rubráról. (Orvosi Hetilap, 1900, 33.)
- A leukoplakia tanának mai állása. (Gyógyászat, 1900, 38.)
- Az idiopathicus sarcoma multiplex (pigmentosum) haemorrhagicumról. (Orvosi Hetilap, 1900, –38.)
- Néhány újabb gyógyszerről a dermatologiai gyakorlatban. (Gyógyászat, 1900, 47.)
- Lymphangioma cutis. (Orvosi Hetilap, 1901, 38.)
- Kísérleti adatok a jodalkaliák és jodipin hatásához syphilisnél. (Orvosi Hetilap, 1902, 40–41)
- A bőr- és venereás betegségek tankönyve. Budapest, 1903
- Vér-agglutinatiós vizsgálatok syphilises és egészséges egyéneknél. Detre Lászlóval. (Orvosi Hetilap, 1904, 18–20.)
- A spermatokele-ről. (Budapesti Orvosi Újság, 1905, 4.)
- A húgyesőkankó gyógykezelése prolongált befecskendezésekkel (húgycsőtöltések). (Orvosi Hetilap, 1905, 8.)
- A prostataváladék cytologiája, különös tekintettel a phagokargosisra. (Budapesti Orvosi Újság, 1906, 40.)
- A cystitis kezelése alkohollal. (Orvosi Hetilap, 1906, 41.)
- Folliculitis fibrosa urethrae. (Orvosi Hetilap, 1906, 45.)
- Urologiai diagnostica. Budapest, 1907
- Adatok a gonorrhoeas pyelitis kór- és gyógytanához. Unterberg Hugóval. (Orvosi Hetilap, 1907, 5.)
- Nagyító urethroskopok. (Budapesti Orvosi Újság, 1907, 14.)
- A jodlecithinről. (Orvosi Hetilap, 1908, 49.)
- Az Ehrlich-féle arsenobenzol (606) klinikai hatása. (Budapesti Orvosi Újság, 1910, 36.)
- Intravénás kezelés Ehrlich-féle arsenobenzollal. Budapesti Orvosi Újság, 1910, 50.)
- A vesék sókiválasztása, különös tekintettel a theocin natrium-aceticumra. (Budapesti Orvosi Újság, 1911, 24.)
- A gonorrhoeás prostatitis és arthritis vaccines kezelése. (Orvosi Hetilap, 1911, 29.)
- Kísérletek prostata-cytotoxinnal. (Orvosi Hetilap, 1911, 41.)
- A neosalvarsanról. (Budapesti Orvosi Újság, 1912, 35.)
- A festékoldatok méreg- és gyógyszertransportáló képességéről. (Orvosi Hetilap, 1912, 38.)
- A festékoldatok hatása mérgekkel és gyógyszerekkel. (Orvosi Hetilap, 1913, 15.)
- A lupus kezelése rézkészítményekkel. (Budapesti Orvosi Újság, 1913, 52.)
- Befolyásolják-e a kolloidok a fémsóoldatok hatását? (Budapesti Orvosi Újság, 1914, 13.)
- A prostata működéséről. A prostata és az endokrin mirigyek. (Budapesti Orvosi Újság, 1917, 36.)
- Sajátságos keratosis follicularis alakok. (Budapesti Orvosi Újság, 1917, 42–43.)
- A tejinjectiók hatása syphilisnél. Krausz Mórral. (Budapesti Orvosi Újság, 1918, 1.)
- Tejinjectiók hatása bőrbetegségekben. Krausz Mórral. (Budapesti Orvosi Újság, 1918, 2.)
- Kísérletek prostatakivonatokkal. (Orvosi Hetilap, 1918, 14.)
- Az ezüstsalvarsan. (Orvosi Hetilap, 1919, 25.)
- A prurigo aestivalisról. Liebner Ernővel. (Orvosi Hetilap, 1926, 17.)
- Ekzémakezelés 10%-os konyhasó-oldat intravénás alkalmazásával. Bársony Tivadarral és Liebner Ernővel. (Orvosi Hetilap, 1926, 18.)
- Új eljárás szeplők és bőrpigmentfoltok eltávolítására. Fenyő Jánossal. (Orvosi Hetilap, 1926, 24.)
- A hajhullás gyógyítása iontophoresissel. Fenyő Jánossal. (Orvosi Hetilap, 1927, 21.)
- A nyelven előforduló égő érzésről. (Budapesti Orvosi Újság, 1927, 22.; Fogorvosi Szemle, 1927, 5.)
- Adatok a seborrhoeás hajhullás aetrologiájához és gyógyításához. (Orvosi Hetilap, 1927, 25.)
- Adatok az erythrocyanosis extremitatis chronika kórképéhez. Liebner Ernővel. (Orvosi Hetilap, 1928, 32.)
- A fiatalkorúak rosaceája. (Orvosi Hetilap, 1929, 11.)
- További tapasztalatok az epithelin therapiával, különös tekintettel a gyomor- és duodenumfekélyek gyógyítására. (Orvosi Hetilap, 1930, 44.)
- A rosacea külső kezelésének uj módja. (Gyógyászat, 1930, 51.)
- Újabb szempontok az allergiás bőrbajok kezelésében. (Budapesti Orvosi Újság, 1931, 19.)
- Az ultusbetegségek epithelia-(organohormon)-therapiája. (Budapesti Orvosi Újság, 1931, 44.)
- Pankreasfermenttherapiára javult akrodermatitis atrophicans-esetek. (Gyógyászat, 1932, 22.)
- Az adrenalin cutanreactiói és az u. n. hyperadrenalinaemiás betegségek. (Gyógyászat, 1933, 35–36.)
- Festékek és hormonok hatása a növénytermelésre. (Gyógyászat, 1934, 11.)
- A kloazma gyógyítása citromnedvvel (C vitaminnal) és higanyos kenőccsel (mercurollal). (Orvosi Hetilap, 1935, 2.)
- A növénytermesztés új módszerei. (Kertészeti Szemle, 1936, 1., 2.)
- A dermatitis herpetiformis Duhring-féle betegség ferment-therapiája. (Gyógyászat, 1936, 14.)
- A hydroa vacciniforme s. aestivale keletkezése. (Orvosi Hetilap, 1936, 36.)